# تكوين لبتو
قالب:غير محلولة
تكوين لبتو في علم الكون الفيزيائي هو مصطلح عام لعمليات الفيزياء النظرية التي أنتجت التناظر بين الليبتونات وضديد اللبتونات في بداية نشأة الكون مما أدى إلى هيمنة اللبتونات على ضديدها. وتسمى آلية مماثلة للباريونات بتكوين باريون.
ومع ذلك ينبغي أن يفهم أن النموذج المقبول حاليا في التفاعلات الأولية يسمى النموذج المعياري إلا إنه ليس من الممكن إنشاء لبتونات «مستقلة» فقط، حيث ترتبط تلك العمليات بقوانين الحفظ مثل قانون بقاء الشحنة.
| γ  | + | γ  | ← | e−  | + | e+  | (إنتاج زوجي) |
| μ− | ← | e− | + | ν e | + | ν μ | (تحلل ميوون) |
| n  | ← | p  | + | e−  | + | ν e | (تحلل بيتا)  |

توظف نظريات تكوين اللبتو في التخصصات الفرعية للفيزياء مثل نظرية الحقل الكمومي والفيزياء الإحصائية لوصف مثل تلك الآليات المعقولة. أما بعد تكوين اللبتو فإن الخطوة التالية هي أكثر فهما للتكوين النووي للانفجار الكبير، حيث بدات خلالها تتشكل الأنوية الذرية الخفيفة. لذا فإن التركيب الصحيح للعناصر الخفيفة يتطلب أن يكون الخلل بين عدد الباريونات وضديداتها إلى جزء واحد في البليون بعد ظهور الكون ببضع دقائق. عدم التماثل في عدد من اللبتونات ونظيرتها ليست ملزمة للتكوين النووي للانفجار الكبير. ومع ذلك فقد يشير حفظ الشحنة الكوني إلى أن أي تماثل في اللبتونات المشحونة وضديدها (الإلكترونات وميونات وجسيمات التاو) يجب أن تكون من نفس الترتيب الأسي مع عدم تماثل الباريونات.
يرتبط تكوين باريون مع تكوين لبتو عن طريق ظاهرة تحدث في النموذج المعياري. وفي الواقع هناك تكوينات معينة (غير مضطربة) للمجالات القياسية تسمى سفاليرون (بالإنجليزية: sphalerons)‏ يمكنها أن تحول اللبتونات إلى باريونات والعكس صحيح. مما يعني أن النموذج القياسي من حيث المبدأ قادر على توفير آلية لخلق بايرونات ولبتونات وإمكانية فهم التخمين الذي اقترحه أندريه ساخاروف في الستينات. ولكن من ناحية الكم فإن أبسط نسخة للنموذج القياسي لايمكنه فهم هذا الاحتمال.
لذا فقد اقترح كلا من فوكوجيتا وياناجيدا بتعديل بسيط للنموذج القياسي بحيث يكون قادرا على فهم برنامج ساخاروف، وذلك بعمل توسعة للنموذج بإضافة نيوترينوات جهة اليمين [الإنجليزية] والسماح بتنفيذ آلية التأرجح وتوفير النيوترينوات مع الكتلة. وبنفس الوقت فإن النموذج الموسع قادر على توليد تلقائي للبتونات من اضمحلال النيوترينوات اليمنى. وبالنهاية فإن سفاليرون سيكون قادرا على تحويل لبتون غير متماثل انتج عفويا إلى باريون غير متماثل قد تم رصده. ولزيادة الشروط يستخدم الفيزيائيون في أحيان كثيرة كلمة “تكوين لبتو” (بالإنجليزية: leptogenesis)‏ للدلالة على الآلية التي وصفت هنا.